# Parti Pirate
Der Parti Pirate (PP) ist eine politische Partei in Frankreich. Sie entstand 2006 in Protest gegen das DADVSI-Gesetz in Anlehnung an die schwedischen Piratpartiet. Sie ist Teil der internationalen Bewegung der Piratenparteien und Mitglied bei Pirate Parties International (PPI). Die Partei beteiligte sich 2009 erstmals an Wahlen zur französischen Parlament.
Der PP wurde am 21. Juni 2006 gegründet und am 4. April 2009 offiziell registriert. Die Partei unterhält eine Jugendorganisation unter dem Namen Parti Pirate Jeunes (PPJ), auch Les Jeunes du Parti Pirate genannt.

## Geschichte

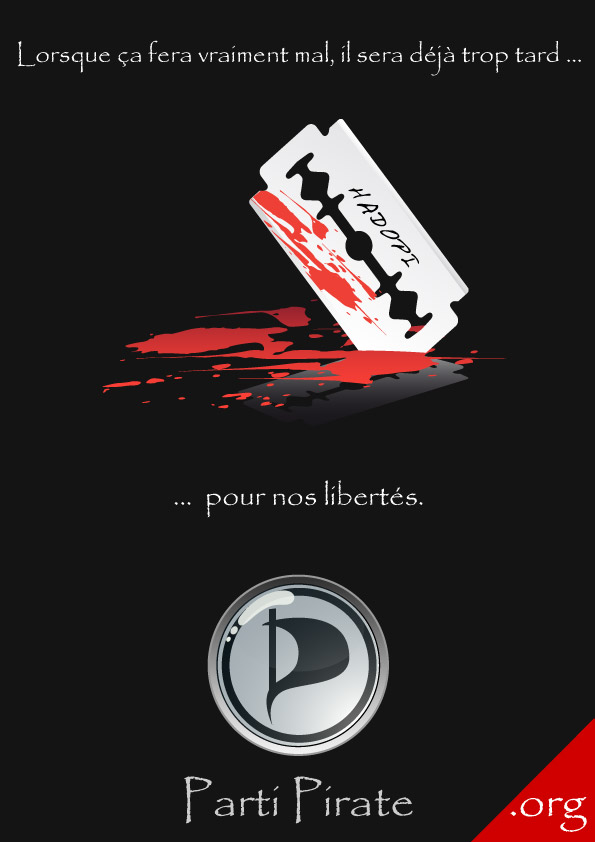
Anti-HADOPI-Plakat des Parti Pirate

Der Parti Pirate entstand 2006 in Protest gegen DADSVI, das Gesetz über Urheberrecht und verwandte Schutzrechte in der Informationsgesellschaft. Inspiriert wurde die Gründung von der schwedischen Piratpartiet, die Anfang 2006 entstand. Die Partei organisierte den Protest gegen das DADSVI-Gesetz mit, trat aber vorerst nicht bei Wahlen an. 2007 kam es zu Spannungen in der Partei, in deren Folge sich der Parti Pirate Français Canal Historique (PPFCH) abspaltete. Im Sommer 2009 vereinigten sich die beiden Parteien jedoch wieder. Im selben Jahr wurde das HADOPI-Gesetz gegen Urheberrechtsverletzungen im Internet diskutiert, in deren Folge der Parti Pirate weiteren Zulauf erfuhr. Kurzzeitig bestand 2009 auch eine weitere Piratenpartei unter dem Namen Parti Pirate Français (PPF), welche durch eine Studentin an der Eliteuniversität IEP de Paris gegründet worden war. Diese löste sich jedoch im Laufe des Jahres 2009 zu Gunsten der PP auf.

## Wahlen
Die PP trat erstmals 2009 zu Wahlen an. Bei den Nachwahlen im Wahlkreis 10 des Département Yvelines am 20. September erreichte ihr Kandidat Maxime Rouquet 2,08 % der Wählerstimmen. Bei den erneuten Nachwahlen am 4. Juli 2010 im selben Wahlkreis errang er 0,66 %.
Bei der Parlamentswahl im Juni 2012 trat die Partei mit 101 Kandidaten an. Sie erreichten im Durchschnitt 0,85 %. Die besten Ergebnisse wurden in Haut-Rhin 1 sowie im Auslandswahlbezirk 7 (Deutschland) mit 2,85 % erreicht. Allgemein wurden die besten Ergebnisse in den Regionen Ile-de-France, im Elsass, in Midi-Pyrénées und in der Region um Lyon erreicht. Insgesamt erreichten jedoch nur 25 Kandidaten Ergebnisse über 1 %, zur Parteienfinanzierung wären 50 Ergebnisse über 1 % nötig gewesen.
Bei den Kommunalwahlen im März 2014 erreichte die Partei zwei Mandate.